# Spiralslang

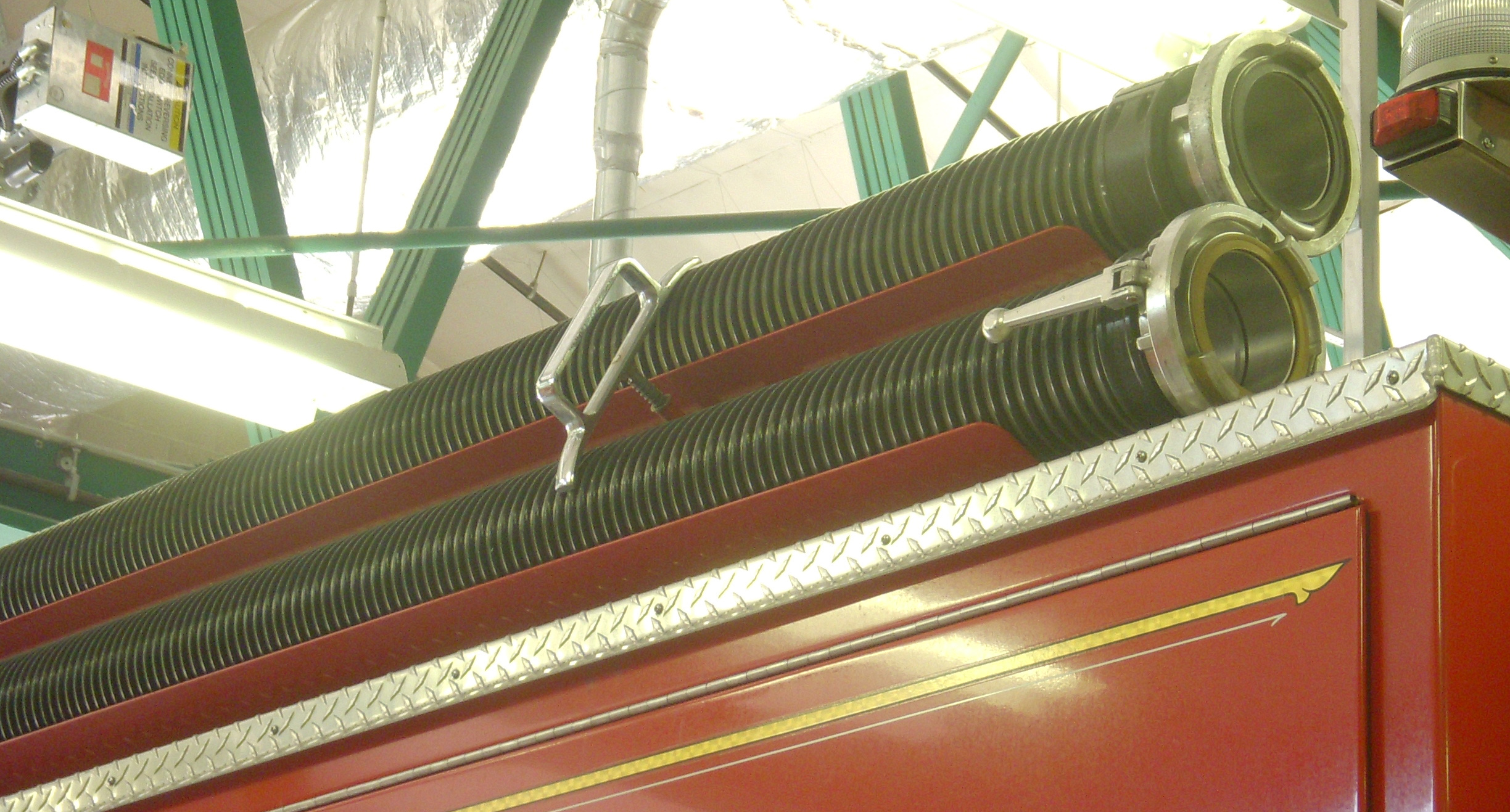
Spiralslang hos brandkåren

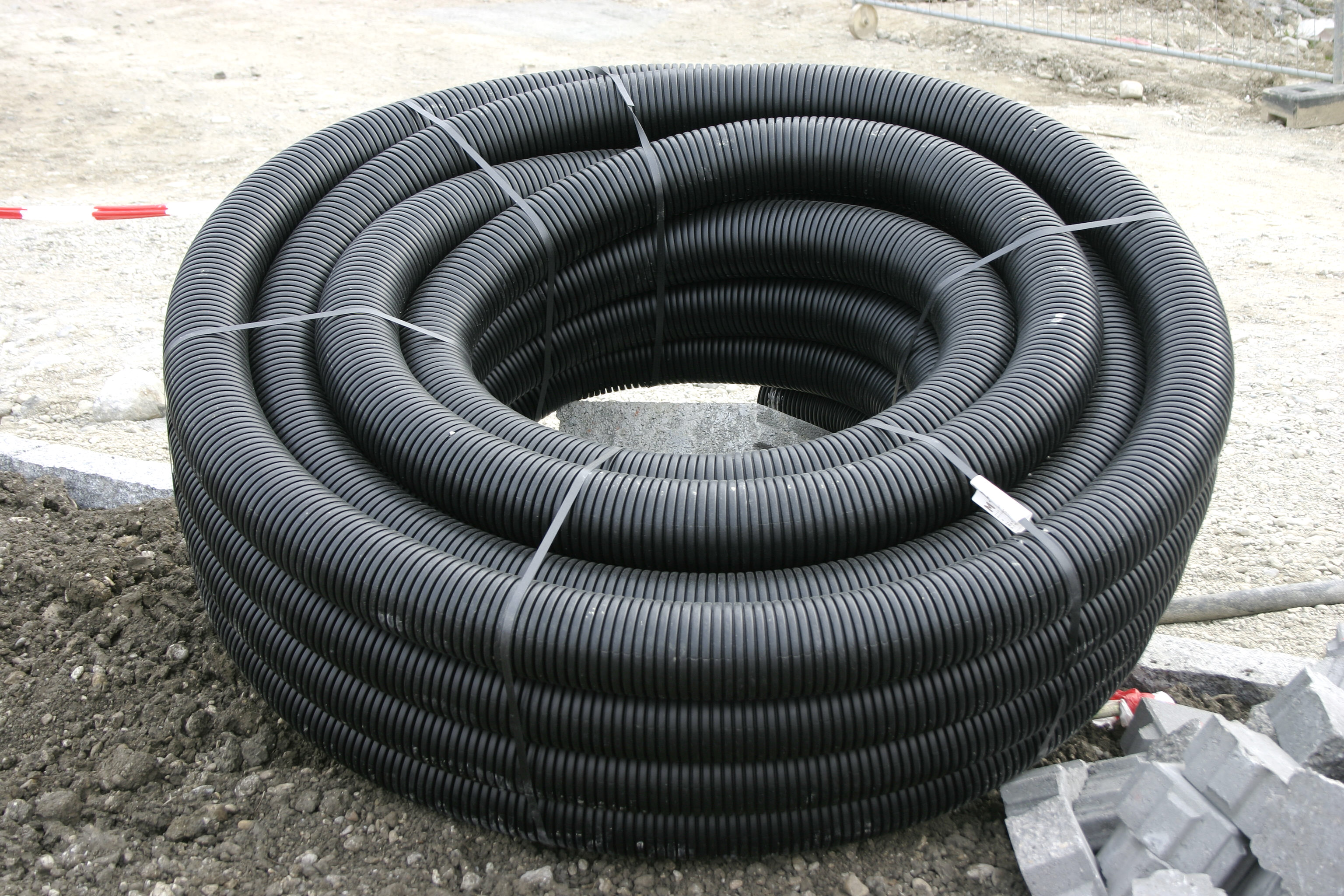
Upprullad spiralslang

Spiralslang, är en slang som är uppbyggd runt en metallspiral som i sin tur är täckt med plast så att den kan hantera undertryck utan att kollapsa.